# Stralsund: Das Phantom
Das Phantom ist ein deutscher Fernsehfilm von Michael Schneider aus dem Jahr 2018. Es handelt sich um den zwölften Filmbeitrag der ZDF-Kriminalfilmreihe Stralsund. In den Hauptrollen der Ermittler agieren neben Katharina Wackernagel und Alexander Held, Karim Günes und Therese Hämer. Die Haupt-Gastrollen sind besetzt mit Johann von Bülow, Rick Okon und Picco von Groote.

## Handlung
In einer Wohnung, an deren Tür der Name „Degenhardt“ steht, schläft eine junge blonde Frau, während ein Mann mit Kapuze ihre Wäsche durchstöbert, einen BH vom Boden aufhebt, dessen Verschluss einhakt und über eine Stuhllehne hängt. Er nähert sich dem Bett und drückt der Schlafenden ein zuvor auf ein Tuch geträufeltes Betäubungsmittel aufs Gesicht. Petra Degenhardt, eine junge Polizistin, vertraut sich anderentags der Kriminalkommissarin Nina Petersen an und erzählt ihr, dass sie das Gefühl habe, permanent beobachtet zu werden. Ergänzend fügt sie hinzu, dass ihre Freundin Maren Leiser dieses Gefühl ebenfalls habe, auch sie glaube, beobachtet zu werden. An sie wende sie sich, weil die Kollegen erzählen würden, dass sie schon einmal in der Psychiatrie gewesen sei, was bei Petersen Stirnrunzeln hervorruft. Obwohl keine Straftat vorliegt, liegt Petersen daran, vorsorglich zu ermitteln. Sie wendet sich deshalb an ihre seit kurzem neue Chefin Caroline Seibert. 
Bevor noch eine Entscheidung getroffen worden ist, werden Petersen und ihr Kollege Kriminalhauptkommissar Karl Hidde zu einer Leiche gerufen, die man im Prerower Bodden gefunden hat. Bei der Toten handelt es sich um die Studentin Sonja Richter, bei der ein Schädel-Hirn-Trauma vorliegt. Eventuelle Spuren in Richters Wohnung sind nicht vorhanden, im Gegenteil, die Wohnung wurde gründlich gereinigt. So stellt sich die Frage, ob jemand die Frau in seine Gewalt gebracht hat. Da auch eine Beziehungstat in Frage kommen könnte, befragen die Beamten den Freund des Opfers, einen gewissen Moritz Fink, der ebenfalls an der Uni Stralsund studiert. Es reagiert schockiert und erzählt Petersen und Hidde, dass seine Freundin sich seit einiger Zeit verfolgt gefühlt habe. Nina Petersen stellt sich die Frage, ob und welche Verbindung zwischen dem Mord an Sonja Richter und den jungen Frauen besteht, die sich seit geraumer Zeit von einem Phantom beobachtet fühlen.
Für Degenhardt überraschend taucht Oliver Lauder bei ihr auf, Professor an der Universität Stralsund. Er scheint beunruhigt über das zu sein, was geschehen ist, zumal er sowohl mit Richter als auch mit Degenhardt sowie der verschwundenen Maren Leiser kurze Beziehungen hatte. Am nächsten Tag spricht Degenhardt nochmals mit Nina Petersen und erzählt ihr auf deren Bitte, ihr etwas Konkretes an die Hand zu geben, von dem BH, den sie abends geöffnet auf den Boden geworfen habe und der am anderen Morgen geschlossen über der Lehne eines Stuhls hing.
Gerade als Petersen und Hidde sich in der Wohnung von Maren Leiser umsehen, taucht diese plötzlich wieder auf. Sie erzählt, dass sie und Richter dieses Gefühl des Beobachtetwerden seit circa einem halben Jahr gehabt hätten. Zur etwa selben Zeit stürmt Moritz Fink in eine Vorlesung von Prof. Lauder und greift ihn mit einem Messer an. Es geht ihm um Nacktfotos, die Lauder angeblich von Sonja Richter gegen deren Willen gemacht habe.
Am folgenden Abend hört Petersen durch ein versehentlich eingeschaltetes Handy mit, dass Degenhardt in einen Kampf verwickelt ist und eilt zu deren Wohnung. Der jungen Polizistin ist es jedoch gelungen sich gegen ihren Angreifer zu behaupten und ihn in die Flucht zu schlagen. Obwohl Petersen Leiser daraufhin am Telefon eindringlich warnt, worauf sie mit Spott reagiert, kann nicht verhindert werden, dass der Kapuzenmann sich nun Maren Leiser schnappt, sie betäubt und fotografiert.
Als Petersen und Hidde Oliver Lauder vernehmen wollen, finden sie auf seinem Rechner verfängliche Fotos von Sonja Richter. Zu diesen äußert er, dass er nicht wisse, wie sie auf seinen Rechner gekommen seien. Er gibt nun auch zu, dass er auch noch einen Tag vor Sonjas Verschwinden mit ihr zusammen gewesen sei. Pikant daran ist, dass Lauder der neue Freund der Kommissariatsleiterin Caroline Seibert ist.
Kommissar Uthman hat inzwischen zusammen mit Petra Degenhardt herausgefunden, dass auf den Handys der betroffenen Frauen eine App installiert wurde mit der ein Fremder, der sich „Phantom“ nennt, sich Zugriff auf alle Daten verschaffen kann und zudem orten kann, wo sich der jeweilige Besitzer des Handys gerade aufhält. In Leisers Wohnung finden Petersen und Hidde wenig später den schwer verletzten Hausmeister Philip Wenz. Er flüstert ihnen den Namen Moritz Fink zu. Fink ist mit Maren im Kofferraum geflohen. Er erzählt ihr, dass Sonja die Fotos entdeckt habe, die er schon seit geraumer Zeit von ihr und ihren Freundinnen gemacht habe. Sie habe ihm daraufhin gedroht und dann sei sie plötzlich tot gewesen. 
Petersen und Hidde können Maren Leiser befreien und Moritz Fink, der sich selbst richten wollte, festnehmen. Nachdem es ihm wieder etwas besser geht, bestreitet er allerdings alle ihm zur Last gelegten Vorwürfe und erklärt, dass Lauder Sonja umgebracht habe und dass er gar nicht gewusst habe, dass Maren in seinem Kofferraum gelegen habe. Auch davon, dass er Beweise, die gegen Prof. Lauder sprechen sollten, manipuliert hat, will er nichts wissen. 

## Produktion

### Produktionsnotizen, Dreharbeiten
Produziert wurde der Film von der Network Movie, Film- und Fernsehproduktion Wolfgang Cimera GmbH & Co. KG, Köln, Herstellungsleitung: Andreas Breyer, Produktionsleitung: Ralph Retzlaff, verantwortlicher ZDF-Redakteur Martin R. Neumann.
Das Phantom wurde im Zeitraum 3. Mai bis 6. Juni 2017 in Stralsund und Umgebung sowie in Hamburg gedreht.
Horizontale Ebene: Die neue Kommissariatsleiterin Caroline Seibert ist seit kurzem mit dem in diesem Fall verdächtigen Prof. Oliver Lauder liiert. Als sich die Verdachtsmomente gegen ihn verdichten, verhält sie sich allerdings tadellos und legt Petersen und Hidde keine Steine in den Weg. Sie werde sich selbstverständlich aus den Ermittlungen heraushalten, betont sie. Unvoreingenommene Vernehmungen und wenn es sein müsse auch mit der nötigen Härte seien unabdingbar, denn „in unserem Beruf geht es nicht um Befindlichkeiten, es geht um ein viel höheres Gut, es geht um die Wahrheit“. 
Nina Petersen ist allerdings irritiert darüber, dass Seibert so gut über sie Bescheid weiß, woraus zu schließen ist, dass interne Akten über Kollegen geführt werden. So weiß Seibert davon, dass Petersen nach einer Schussverletzung im Dienst einige Zeit in einer psychiatrischen Klinik war und dass Petra Degenhardt als instabil eingestuft worden ist. Seibert öffnet am Schluss des Films eine passwortgeschützte Seite, die ein Medizinisch-Psychologisches Sachverständigengutachten über Nina Petersen enthält. Untersuchungsanlass: Posttraumatische Belastungsstörung nach Schussverletzung.

### Veröffentlichung
Der Film wurde am 3. Februar 2017 zur Hauptsendezeit im ZDF erstausgestrahlt.
Am 29. März 2018 veröffentlichte Studio Hamburg Enterprises diese Folge zusammen mit den Folgen 9, 10 und 11 auf DVD.

## Rezeption

### Einschaltquote
6,61 Millionen Zuschauer schalteten bei der Erstausstrahlung des Films ein, was einem Marktanteil von 20,5 Prozent entspricht.

## Kritik
TV Spielfilm zeigte mit dem Daumen nach oben, gab für Humor und Action je einen von drei möglichen Punkten, für Spannung zwei und meinte: „Das gefällt: solide Spannung, beklemmende Atmo und ein Plot, der nicht bereits nach dreißig Minuten durchschaubar ist.“ Fazit: „Dicht gestrickt und mit interessanten Figuren.“
Rupert Sommer bewertete den Film für die Fernsehzeitschrift Prisma und war der Meinung, dass der zwölfte Fall aus Stralsund „solide Genre-Kost für alle Krimi-Vielseher“ sei. „Regie-Routinier Michael Schneider“ setze „das Drehbuch von Michael Eigler […] solide und ohne reißerische Effekthascherei in Szene. Die Ermittlungsverwicklungen“ böten „Krimi-Vielsehern durchaus Gedankenfutter, weil sich die Tätersuche angemessen schwierig“ gestalte – „inklusive der genreüblichen Gefahr, falschen Fährten zu folgen“, schrieb Sommer weiter. Immerhin könne man sich nach Lösung des Falls „wieder gut schlafen legen“.
Tilmann P. Gangloff befasste sich in der Frankfurter Rundschau mit dem Film und meinte, „die zwölfte Episode“ erzähle „eine interessante Geschichte, aber ansonsten“ sei „die Reihe mit Katharina Wackernagel endgültig im Krimialltag angekommen“. Erneut bedauerte Gangloff, dass bereits die elfte Folge dieser „bis dahin auf reizvolle Weise sehr speziellen Reihe mit Katharina Wackernagel ein Krimi wie andere auch“ gewesen sei, „sehenswert zwar, aber eben um jene Ebene beraubt, die den Filmen ein gewisses Etwas gegeben“ habe. „Für Spannungen“ sorge nun „die von subtiler Feindseligkeit geprägte Beziehung zwischen Kommissarin Nina Petersen und ihrer neuen Vorgesetzten, Caroline Seibert: Die beiden Frauen mögen sich einfach nicht.“ Das erweise sich diesmal „als besonders heikel, als nach der Ermordung einer Studentin ausgerechnet der neue Freund der Chefin in Petersens Visier“ gerate: „Professor Oliver Lauder (Johann von Bülow) hatte eine kurze Beziehung mit dem Opfer, aber auch mit vielen anderen jungen Frauen.“ Der Film zeichne sich durch „eine sorgfältige Bildgestaltung“ aus, wobei „die vielen Kameraflüge“ von Andreas Zickgraf „gewissermaßen ein Markenzeichen“ des Films seien. Die „Geschichte“ sei „interessant“, die „Umsetzung spannend, die Schauspieler bis in die kleinsten Nebenrollen überzeugend“.
Sidney Schering befand auf der Seite Quotenmeter.de, „die größte Spannung in diesem Neunzigminüter“ gehe „von der neuen Polizeichefin Caroline Seibert aus“. Obwohl erst kürzlich zum Team gestoßen, scheine sie „bestens über Nina Petersen Bescheid  zu wissen – und das nicht nur über berufliche Dinge“. Darüber hinaus gebe sich die „von Therese Hämer mit effizienter Direktheit gespielte Figur sehr eisig“. So bremse sie Petersen aus, „ohne sie direkt zu sabotieren, was der Figur eine fesselnde Ambivalenz“ verleihe, „die in kommenden Fällen noch für weitere Verwicklungen sorgen könnte“. Der „eigentliche Fall“, um den es sich hier drehe, sei „indes ‚Stralsund‘-Routine“.
Im Hamburger Abendblatt hieß es, dass der Krimi vom „versierten Regisseur Michael Schneider“ mit „gutem Timing und einigen Wendungen“ inszeniert worden sei. Der Zuschauer werde „gleich mehrfach auf falsche Fährten gelockt und bekomme es mit Leuten zu tun, die ihre Emotionen – gelinde gesagt – nicht im Griff“ hätten. Außerdem gebe es „spannende Einblicke in das System des Polizeiapparates, in dem es Polizisten, die irgendwann einmal psychische Probleme hatten oder immer noch mit ihnen kämpfen, noch schwerer haben als ohnehin schon“. Abschließend hieß es: „Und die Moral von der Geschicht’: Achte auf Dein Handy, und gehe allein durchs dunkle Treppenhaus nicht.“
Petra Koruhn befasste sich mit dem Film in der Neuen Ruhr Zeitung und kritisierte, der Film sei „etwas langatmig“ und störte sich auch daran, dass „die Nebenschauplätze ziemlich nervig“ seien und „die Dialoge insgesamt zu banal“. Als Schwäche sah sie auch an, dass die Polizeichefin Caroline Seibert dann auch noch „eine Affäre mit dem Herrn Professor“ hat, „der auch mit allen Opfern intim war“, das sei „so dick aufgetragen, dass es an eine Vorabend-Soap“ erinnere. Daraus folgernd meinte Koruhn, diese Folge zähle „wirklich nicht zur besten der ‚Stralsund‘-Reihe“. Positiv vermerkte sie, dass die Folge durch die „gute Besetzung“ besteche. So sei Alexander Held als Wackernagels Kollege „immer das Einschalten wert“. „Viel Raum“ erhalte „Johann von Bülow“, der zurzeit „dank seiner Bandbreite“ einen „Lauf im TV habe“. Gelobt wurde Rick Okon, der den Freund eines der Opfer „so verschlagen wie großmütig“ spiele und „seinen Charakter“ ganz „subtil veränder[e]“. In Szenen mit ihm, sei jede Langeweile verschwunden. Fazit: „Zu langatmig, zu routiniert, zu viel belanglose Dialoge. Die bis in die Nebenrollen starken Schauspieler können den Film so eben retten.“
Auf der Seite tittelbach.tv äußerte sich der Medienhistoriker und Fernsehkritiker Harald Keller zu dem Fall. Von sechs möglichen Sternen gab er dem Film 4,5 und schrieb, dass im zwölften Film der Krimireihe „das Geschehen auf der Ebene der Hauptfiguren inhaltlich und psychologich schlüssig weiterentwickelt“ worden sei. Der „Plot“ des Films sei „dicht“, mit einer „etwas gequält wirkenden Beteiligung der neuen Abteilungsleiterin. Eine unergründliche Figur, von der noch einiges zu erwarten“ sei. „Martin Eigler, Alleinautor der hier in Rede stehenden Episode, war bis auf eine Ausnahme durchgängig an den Drehbüchern beteiligt“ und erzähle weiterhin, „was in deutschen Krimireihen lange Zeit die Ausnahme“ gewesen sei „und häufig noch ist, konsekutiv und in gewissem Sinne auch kumulativ: Zumindest bei den Hauptfiguren“ lasse er „jeweils Erfahrungen aus den vorangegangenen Filmen einfließen“. So „deute“ die Schauspielerin Therese Hämer, die Darstellerin der Caroline Seibert „nur knapp an, dass diese so selbstbewusste, beruflich erfolgreiche Frau entgegen ihrer Behauptung von den Geständnissen doch berührt, womöglich verletzt wird“. Das sei „wieder so ein Punkt“, welche Sorgfalt man der „kontinuierlichen Beschreibung der Nebenrollen“ angedeihen lasse. „Zur Kontinuität der Reihe“ gehöre ferner, „dass, dieses Mal […] Sozialbeziehungen und Gruppendynamiken gut beobachtet, szenisch überzeugend erfasst und schauspielerisch präzise, der beruflichen Situation der Ermittler entsprechend eher unterschwellig statt großspurig-theatralisch umgesetzt“ worden seien. „Eine Ausnahme“ bilde Rick Okon, „der seinen Schmerzensmann Moritz Fink mit allzu viel Sturm und Drang der ganz alten Schule“ versehe.